# 平賀清恒
平賀 清恒（ひらが きよつね、生没年不詳）は、三年寝太郎のモデルとされる16世紀頃の伝承上の人物である。

## 伝承
平賀清恒は信濃国佐久郡の小豪族で平賀城主の平賀玄信（なお平賀玄信は甲陽軍鑑で伝わる人物で実在性が疑われている）の息子とされる。1537年海ノ口城の戦いで玄信が教来石信房に討たれた後、清恒は姉の嫁ぎ先である冷泉隆豊を頼り周防に落ち延び大内氏に仕えた。大寧寺の変で冷泉隆豊が自害すると帰農して陶隆房の目を逃れ厚狭で暮らし始めたが、土地が貧しく村人が困っていたので三年寝太郎の逸話のような経緯でわらじを用いて資金を手に入れ、その資金で厚狭川を堰き止め、千町ヶ原に水路をひいたとされる。

## 寝太郎の由来とされる遺構
山口県山陽小野田市の厚狭地区に千町ヶ原とよばれる一帯があり、何者かによって大井手（寝太郎堰）の築造及び導水により受益面積383haの水田地帯が拓かれている。
寝太郎荒神社が祀られているが元となる禰太郎塚という石祠は寛延3年(1750年)には地元の農民により造営されている。大井手（寝太郎堰）は戦後の大洪水で流失し現存しないが18世紀頃の技術が用いられていたとされる。（現在の寝太郎堰は昭和38年(1963年)コンクリートで造り直されたものである。）
山陽小野田市では江戸時代中期に寝太郎の民話と厚狭川の堰や用水路が結びついたと紹介している。1842年の「防長風土注進案」には「15～16世紀の頃、一人の翁が仕事もせず、いつも寝てばかりいるので、世人から「寝太郎」と呼ばれていた。やがて彼は沓村に大きな堰を造って厚狭川の流れを引き、千町ヶ原を開いて美田とした。」とあり、寝太郎の父が庄屋であることや三年と三月寝て暮らしたこと、佐渡金山で資金を調達した話などが加えられ形成されたとも推測されている。
三年寝太郎の話が全国に広まったのは1953年2月2日の朝日新聞「民話めぐり」に山口県広報課長・岡不可止が寄稿したものが元とされる。

## 史実の佐渡の金山
佐渡金山の金脈が発見されたのは1601年（慶長6年） である。

## 史実の平賀玄信の子孫
平賀玄信（大井成頼）の孫としては武田氏に降った大井政継（兄の政勝の子?）がおり、その息子・耳取城主の大井政成は芦田信蕃に仕えたされている。また平賀源内の伝承では白石に移住し白石姓を名乗ったとも言われる。

## 史実の冷泉隆豊の室
冷泉隆豊の室は平賀玄信の娘ではなく安芸国人・平賀弘保の娘であり、隆豊の実弟の吉安豊英は大寧寺の変の後に平賀弘保を頼り毛利氏に仕えたとされる。